# Colt Police Positive
Colt Police Positive револьвер подвійної дії на малій рамі оснащений шести-зарядним барабаном, під набій .32 або .38 калібру. Крім того існувала версія під набій .22 калібру. Розроблений в основному для продажу федеральним, штатним або місцевим правоохоронцям, Police Positive був представлений на ринку вогнепальної зброї компанією Colt's Manufacturing Company в 1905 році.

## Розробка та історія
Colt Police Positive був покращенням попереднього револьвера Кольта "New Police", який отримав внутрішній запобіжник куркового блоку. Кольт назвали новий пристрій безпеки "Positive Lock", а номенклатура врешті була частково використана в назві нового револьвера. Барабан Police Positive обертався за годинниковою стрілко, на відміну від зброї компанії Smith & Wesson. Кольт не втрачав нагоди використати таку особливість своєї зброї і розпочав маркетингову кампанію. У своїй рекламі Кольт стверджував, що "Всі барабани Кольта ОБЕРТАЮТЬСЯ ВПРАВО" і звертав увагу, що конструкція Кольта сильніше притискала кран барана до рами, що призводило до більш плотного замикання та кращого вирівнювання камор зі стволом ,що помітно покращувало точність. Револьвер Police Positive був дуже успішним; разом з револьвером Colt Official Police вони домінували на ринку зброї для правоохоронців на початку 1900-х років. Поступово модель Positive була модифікована в 1908 році, ця модифікація легла в основу моделі Кольта Police Positive Special.
Чарльз Бронсон використовував нікельований Police Positive з перловими щічками та під набій .32 калібру коли грав Пола Кірсі в фільмі Жага смерті. Американський гангстер Аль Капоне також мав Police Positive, нікельований револьвер .38 Police Positive з горіховими щічками та 4-дюймовим стволом, який випустили в 1929 році.  В червні 2011 приватний колекціонер продав його на аукціоні Крістіз за суму £67,250/$109,080/€75,656.

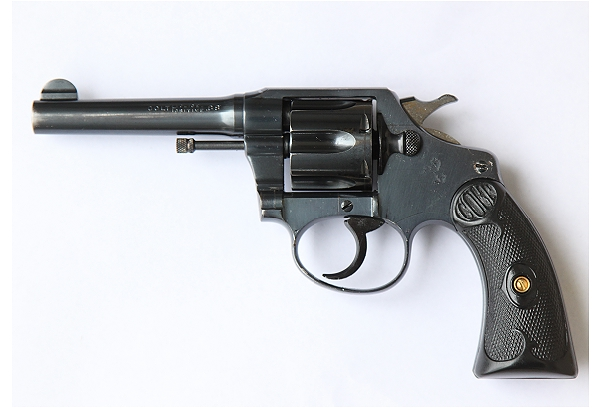
Colt Police Positive під набій .38 S&W. Зроблений в 1925 році

## Особливості
Револьвер Police Positive було зроблено з вуглецевої сталі та мав фінішне поліроване синє воронування або нікелювання.
Перша модель Police Positive випускалася з 1907 по 1927 роки. Стандартний Кольт Sporting мав щічки з твердої гуми, його пропонували зі стволами довжиною від 2,5 (лише під набій .32 калібру), 4, 5 та 6 дюймів, і був зроблений під набої .32 Long Colt (також можна було використовувати набої .32 Short Colt), .32 Colt New Police та .38 Colt New Police. Рубчасті щічки з горіху стали стандартними після 1923 року.
Другу модель випускали з 1928 по 1947 рік, було додано дещо важчу рамку, а також пилоподібну верхню планку для зменшення відблисків на приціл, при цьому щічки залишилися дерев'яними. Обидва набої Кольта “New Police” насправді були дещо переробленими набоями S&W, .32 S&W Long та .38 S&W з кулями зі сплюснутими носами, оскільки Кольт пручався надавати своєму основному конкурентові будь-якої безкоштовної реклами.
У револьвері з'явилася новинка запобіжник Positive Lock, який не давав ударнику вдарити по капсулю набою якщо стрілець не натиснув на спусковий гачок. Призначений для виправлення недоліків ранніх моделей, наприклад Single Action Army, запобіжник Positive Lock запобігав випадковим пострілам навіть при ударі по курку або якщо револьвер впав, що дозволяло носити револьвер повністю зарядженим. Приціли револьвера складалися з мушки та фіксованого відкритого прицілу, який був простим V-подібний вирізом, зробленим за допомогою фрезерування у верхній планці револьвера.

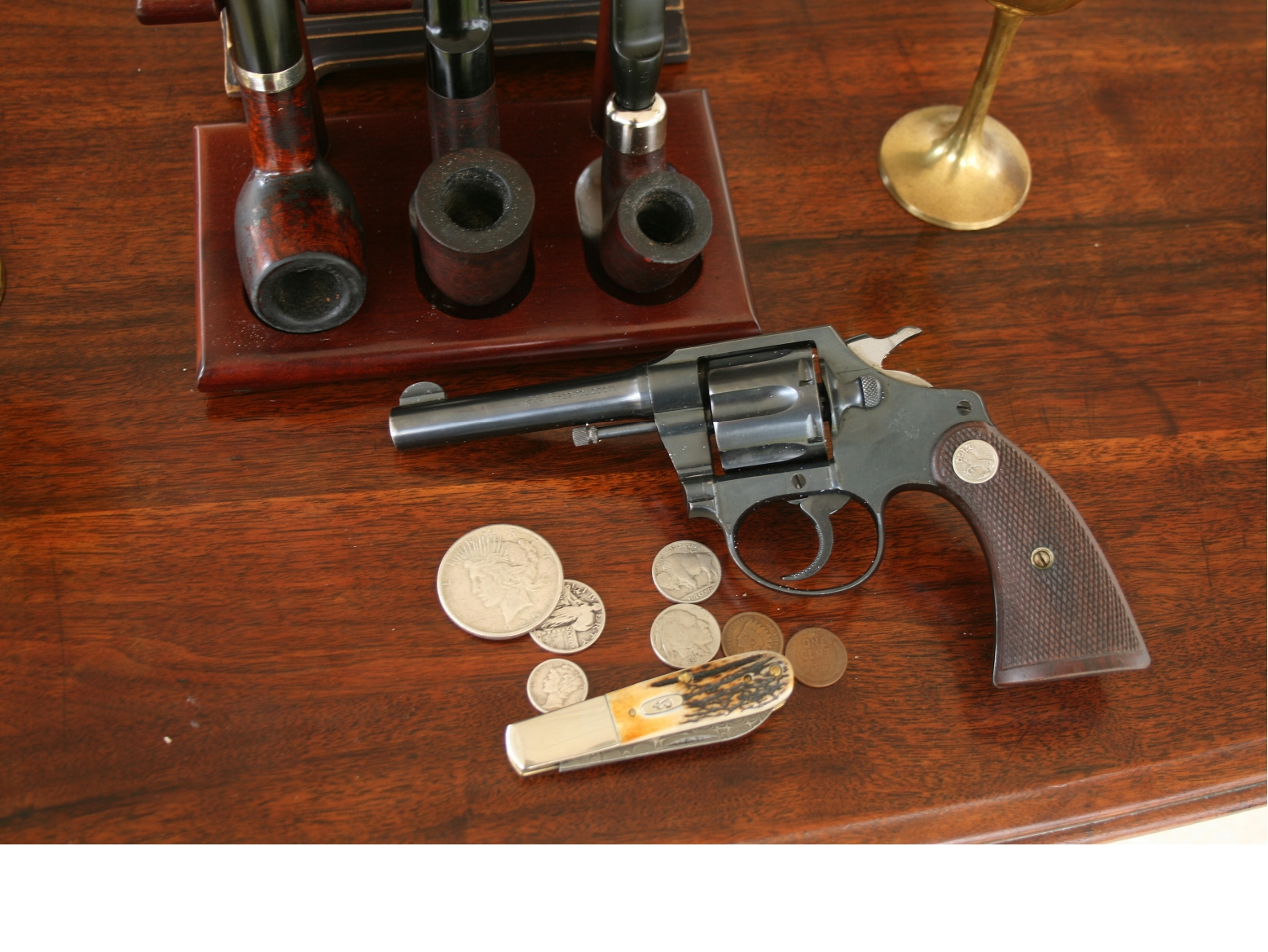
Colt Police Positive калібр .32 S&W Long/.32 Colt New Police зроблений в 1938 році.

Револьвери Colt Police Positive продавали з написом Colt D.A..32 на стволі під набій .32 Long Colt. Револьвери з написом .32 Colt New Police на стволі продавали під набій .32 Smith & Wesson Long.

## Варіанти

### Police Positive Target
Револьвер важив 624 г і мав синє воронування з чорними щічками з твердої гуми. Його випускали під набої .22 Long Rifle, .22 WRF, .32 Long (та Short) Colt, а також .32 Colt New Police (.32 S&W Long), Перша модель мала регульований відкритий механічний приціл розташований на 6 дюймовому стволі і випускався з 1910 по 1925 роки, з рубчастими горіховими щічками, які після 1923 року було замінено на гумові. Другу модель продавали з 1926 по 1941 роки, вона відрізнялася від Першої дещо товстішою рамою, що збільшило вагу до 737 г; крім того можна було придбати нікельований револьвер. На сьогоднішньому колекційному ринку версія .32 New Police є найбільш затребуваною та цінною.

### Police Positive Special
Револьвер Colt Police Positive Special став покращенням ранньої моделі Police Positive, різниця полягала у подовженому барабані та в подовженій та зміцненій рамі, що дозволило заряджати довші, більш потужні набої .32-20 Winchester та .38 Special.

### Bankers' Special
Це варіант Police Positive з 2 дюймовим стволом під набій .22 Long Rifle або .38 Colt New Police (.38 S&W). Випускали з 1926 по 1940 роки.

## Користувачі
- Гонконг: Колишня стандартна особиста зброя (1920-х — 1960-х) поліції Гонконгу, використовували разом з револьвером .38 S&W .38 Webley Mk III в 1930-х і поступово був замінений револьвером .38 Special Smith & Wesson Модель 10.